# VIZ Media
Viz Media, és una empresa de distribució d'anime i manga dels Estats Units, ubicats en l'estat de Califòrnia i Fortaleza. Es va fundar a partir de la unió entre viz, LLC i ShoPro Entertainment. La companyia també és coneguda com a "Viz", el mateix nom usat per una de les empreses de la fusió.
A més de distribuir, també produeix la revista Animerica amb revisions de manga i anime, i també la versió anglesa de la revista de Shueisha Shonen Jump i Shojo Beat.
Al Japó són part de les editorials Shogakukan i Shueisha.

## Llibres publicats per Viz

### Manga
En aquesta llista es consideren les publicacions de totes les revistes de distribució i realització de l'empresa.'
- Case Closed
- Ceres, Celestial Legend
- Dragon Ball
- Excel Saga
- Fullmetal Alchemist
- Hikaru no Go
- InuYasha
- Mobile Suit Gundam
- Naruto
- One Piece
- Ranma ½
- Rurouni Kenshin
- Saint Seiya
- X/1999
- Yu-Gi-Oh!
- Zatch Bell!

### Ani-Manga
- InuYasha
- My Neighbor Totoro
- Spirited Away
- Pokémon: The First Movie
- Pokémon: The Movie 2000
- Yu-Gi-Oh! The Movie
- Steamboy
- Howl's Moving Castle

### Novel·les
- Battle Royale
- Fullmetal Alchemist
- Ghost in the Shell 2: Innocence After the Last Goodbye
- Kamikaze Girls
- Socrates in Love
- Shakugan no Shana

## Revistes publicades per VIZ
- Animerica
- PULP (fuera del mercado)
- Animerica Extra (fuera del mercado)
- Shonen Jump
- Shojo Beat

## Anime publicat per Viz
- A Chinese Ghost Story
- Big O
- Boys Over Flowers (Hana Yori Dango)
- Ceres, Celestial Legend
- Corrector Yui
- Croket
- Deko Boko Friends
- Excel Saga
- Fatal Fury
- Flame of Recca
- Fushigi Yūgi
- Great Dangaioh
- Hamtaro
- Hikaru no Go
- Hunter x Hunter
- InuYasha
- Key the Metal Idol
- Maison Ikkoku
- MegaMan NT Warrior (RockMan EXE)
- Mirmo! (Mirumo de Pon)
- Monkey Turn
- Naruto
- Night Warriors
- Ogre Slayer
- Please Save My Earth
- Project ARMS
- Ranma ½
- Saikano
- Sonic X (junto con 4Kids Entertainment)
- Taro the Space Alien
- Trouble Chocolate
- Video Girl Ai
- Zatch Bell! (Konjiki no Gash Bell)
- Zoids (chaotic century, guardian force, fuzors, new century zero)